# Podsavezna nogometna liga Rijeka 1957./58.
Podsavezna nogometna liga Rijeka (također i kao Riječka podsavezna liga, Liga Riječkog nogometnog podsaveza) je bila liga trećeg stupnja nogometnog prvenstva Jugoslavije u sezoni 1957./58. 
 
Sudjelovalo je ukupno 12 klubova, a prvak je bio "Goranin" iz Delnica.  

## Ljestvica
| mj. | klub                       | ut. | pob. | ner. | por. | gol+ | gol- | bod |
| --- | -------------------------- | --- | ---- | ---- | ---- | ---- | ---- | --- |
| 1.  | Goranin Delnice            | 21  | 13   | 4    | 4    | 60   | 30   | 30  |
| 2.  | Lokomotiva Rijeka          | 21  | 12   | 3    | 6    | 68   | 41   | 27  |
| 3.  | Jedinstvo Ogulin           | 21  | 13   | 1    | 7    | 47   | 35   | 27  |
| 4.  | Opatija                    | 21  | 11   | 2    | 8    | 51   | 42   | 24  |
| 5.  | Mladost Kraljevica         | 21  | 9    | 5    | 7    | 46   | 41   | 23  |
| 6.  | Nehaj Senj                 | 21  | 8    | 6    | 7    | 44   | 41   | 22  |
| 7.  | Naprijed Hreljin           | 21  | 7    | 5    | 9    | 49   | 53   | 19  |
| 8.  | Grobničan (Cernik – Čavle) | 21  | 8    | 1    | 12   | 37   | 57   | 17  |
| 9.  | Borac Bakar                | 21  | 6    | 5    | 10   | 30   | 47   | 17  |
| 10. | Torpedo Rijeka             | 21  | 6    | 4    | 11   | 50   | 56   | 16  |
| 11. | Nafta Rijeka               | 21  | 5    | 3    | 13   | 36   | 50   | 13  |
| 12. | Građevinar Ogulin          | 11  | 2    | 3    | 6    | 17   | 42   | 7   |

- "Građevinar" iz Ogulina po završetku jesenskog djela rasformiran

## Rezultatska križaljka
| kratica | klub                       | BOR | GOR | GRO | JED | LOK | MLA | NAF | NAP | NEH | OPA | TOR | GRA |
| --- | -------------------------- | --- | --- | --- | --- | --- | --- | --- | --- | --- | --- | --- | --- |
| BOR | Borac Bakar                |     |     |     |     |     |     |     |     |     |     |     |     |
| GOR | Goranin Delnice            |     |     |     |     |     |     |     |     |     |     |     |     |
| GRO | Grobničan (Cernik – Čavle) |     |     |     |     |     |     |     |     |     |     |     |     |
| JED | Jedinstvo Ogulin           |     |     |     |     |     |     |     |     |     |     |     |     |
| LOK | Lokomotiva Rijeka          |     |     |     |     |     |     |     |     |     |     |     |     |
| MLA | Mladost Kraljevica         |     |     |     |     |     |     |     |     |     |     |     |     |
| NAF | Nafta Rijeka               |     |     |     |     |     |     |     |     |     |     |     |     |
| NAP | Naprijed Hreljin           |     |     |     |     |     |     |     |     |     |     |     |     |
| NEH | Nehaj Senj                 |     |     |     |     |     |     |     |     |     |     |     |     |
| OPA | Opatija                    |     |     |     |     |     |     |     |     |     |     |     |     |
| TOR | Torpedo Rijeka             |     |     |     |     |     |     |     |     |     |     |     |     |
| GRA | Građevinar Ogulin          |     |     |     |     |     |     |     |     |     |     |     |     |
| |                            |     |     |     |     |     |     |     |     |     |     |     |     |
| podebljan rezultat - utakmice od 1. do 11. kola (1. utakmica između klubova) rezultat normalne debljine - utakmice od 12. do 22. kola (2. utakmica između klubova) rezultat nakošen - nije vidljiv redoslijed odigravanja međusobnih utakmica iz dostupnih izvora rezultat smanjen * - iz dostupnih izvora nije uočljiv domaćin susreta prekrižen rezultat - poništena ili brisana utakmica p - utakmica prekinuta 3:0 p.f. / 0:3 p.f. - rezultat 3:0 bez borbe n.i. - nije igrano |                            |     |     |     |     |     |     |     |     |     |     |     |     |

 Izvori: